# Spirou et l'Aventure (album)
Spirou et l'Aventure, écrit et dessiné par Jijé, est le premier album publié des aventures de Spirou et Fantasio. Les six histoires de l'album furent écrites pendant et après la Seconde Guerre mondiale, et publiées en histoires à suivre dans Le Journal de Spirou. Puis Dupuis les assembla et les publia dans un album relié en 1948. On y assiste entre autres à la première apparition de Fantasio. Une édition N&B fut imprimée en 1975 par les Éditions R.T.P.

## Origine
Ces histoires sont considérées comme les 4e à 9e de Jijé pour la série Spirou, à part son travail comme collaborateur des œuvres antérieures de Rob-Vel.
Cette collection d'histoires n'est pas considérée comme faisant partie de la série régulière en vertu de sa publication limitée et, parce que certaines planches originales sont probablement perdues.
Une de ces histoires, Fantasio et le Fantôme fut aussi publiée dans le hors-série HS4 Fantasio et le fantôme et 4 autres aventures.
L'album a été réédité en 2010 en version fac-similé accompagné d'un document dépliant sur l'ouvrage.
L'ensemble des histoires de cet album (ainsi que d'autres) ont été rééditées dans l'album Spirou par Jijé - l'intégrale 1940-1951, paru en 2015.